# Gresin
Gresin és un municipi francès situat al departament de la Savoia i a la regió d'Alvèrnia-Roine-Alps. L'any 2007 tenia 338 habitants.

## Demografia

### Població
El 2007 la població de fet de Gresin era de 338 persones. Hi havia 137 famílies de les quals 43 eren unipersonals (27 homes vivint sols i 16 dones vivint soles), 43 parelles sense fills i 51 parelles amb fills.
La població ha evolucionat segons el següent gràfic:
Habitants censats

### Habitatges
El 2007 hi havia 175 habitatges, 139 eren l'habitatge principal de la família, 23 eren segones residències i 13 estaven desocupats. 155 eren cases i 18 eren apartaments. Dels 139 habitatges principals, 105 estaven ocupats pels seus propietaris, 28 estaven llogats i ocupats pels llogaters i 6 estaven cedits a títol gratuït; 6 tenien dues cambres, 14 en tenien tres, 37 en tenien quatre i 83 en tenien cinc o més. 112 habitatges disposaven pel capbaix d'una plaça de pàrquing. A 53 habitatges hi havia un automòbil i a 80 n'hi havia dos o més.

### Piràmide de població
La piràmide de població per edats i sexe el 2009 era:
| Homes | Edats   | Dones |
| ----- | ------- | ----- |
| 0     | 95 o +  | 0     |
| 0     | 90 a 94 | 0     |
| 0     | 85 a 89 | 4     |
| 0     | 80 a 84 | 4     |
| 8     | 75 a 79 | 8     |
| 4     | 70 a 74 | 12    |
| 0     | 65 a 69 | 4     |
| 4     | 60 a 64 | 4     |
| 4     | 55 a 59 | 4     |
| 0     | 50 a 54 | 8     |
| 24    | 45 a 49 | 16    |
| 24    | 40 a 44 | 12    |
| 8     | 35 a 39 | 0     |
| 8     | 30 a 34 | 16    |
| 4     | 25 a 29 | 12    |
| 8     | 20 a 24 | 4     |
| 8     | 15 a 19 | 20    |
| 8     | 10 a 14 | 16    |
| 12    | 5 a 9   | 4     |
| 12    | 0 a 4   | 4     |

## Economia
El 2007 la població en edat de treballar era de 227 persones, 167 eren actives i 60 eren inactives. De les 167 persones actives 155 estaven ocupades (83 homes i 72 dones) i 13 estaven aturades (7 homes i 6 dones). De les 60 persones inactives 25 estaven jubilades, 16 estaven estudiant i 19 estaven classificades com a «altres inactius».

### Ingressos
El 2009 a Gresin hi havia 142 unitats fiscals que integraven 350 persones, la mediana anual d'ingressos fiscals per persona era de 17.995 €.

### Activitats econòmiques
Dels 16 establiments que hi havia el 2007, 4 eren d'empreses de fabricació d'altres productes industrials, 4 d'empreses de construcció, 1 d'una empresa de comerç i reparació d'automòbils, 1 d'una empresa de transport, 1 d'una empresa d'hostatgeria i restauració, 2 d'empreses immobiliàries, 2 d'entitats de l'administració pública i 1 d'una empresa classificada com a «altres activitats de serveis».
Dels 4 establiments de servei als particulars que hi havia el 2009, 2 eren fusteries, 1 electricista i 1 restaurant.
L'any 2000 a Gresin hi havia 11 explotacions agrícoles que ocupaven un total de 222 hectàrees.

## Equipaments sanitaris i escolars
L'únic equipament sanitari que hi havia el 2009 era una ambulància.
El 2009 hi havia una escola elemental integrada dins d'un grup escolar amb les comunes properes formant una escola dispersa.

## Poblacions més properes
El següent diagrama mostra les poblacions més properes.